# Suzanne Lalique-Haviland
Suzanne Lalique (París, 4 de mayo de 1892-Aviñón, 16 de abril de 1989) es una ilustradora, decoradora de interiores, pintora, diseñadora de disfraces y decorados para la Comedia Francesa. Hija del francés René Lalique, maestro vidriero y joyero, y de Augustine-Alice Ledru.

## Biografía
Suzanne Lalique es hija de René Lalique, artista de ingenio que ha marcado el Modernismo con sus joyas, y el Arte déco con sus creaciones en vidrio, y de Augustine-Alice Ledru, hija del escultor Auguste Ledru, amigo de Rodin. Después de la muerte temprana de su madre en 1909, su padre lo anima a desarrollar sus capacidades de diseñadora. La consulta regularmente por su creatividad y su opinión. Es un período fértil, Suzanne concibe frascos y cajas de polvos de maquillaje para la Casa Lalique, creado para la Porcelana de Sèvres, sola o en colaboración con su padre. En 1913, expone por primera vez en el Salón de artistas decoradores sus acuarelas y modelos para impresión sobre tela.
Louise y Eugène Morand, futuro director de la Escuela nacional de artes decorativas, la tomaron  cariño, algo que le permitió desarrollarse en un marco casi familiar junto a Paul Morand y Jean Giraudoux también. Eugène Morand la inició en la pintura al óleo. Giraudoux le ayudó a descubrir las obras de Manet, con sus negros y grises con los que posteriormente ella jugará en sus composiciones decorativas y, más tarde, en sus pinturas.
En su matrimonio con Paul Burty Haviland en 1917, Suzanne descubre otra familia de artistas. Su marido es fotógrafo; su cuñado, Franck Burty Haviland, pintor y amigo de Picasso ; su suegro, Charles Edward Haviland, trabajador de la porcelana. Y para la firma Théodore Haviland, dirigida por el primo de su marido, Suzanne crea sus servicios de mesa desde 1925.
Suzanne no olvida sin embargo la Casa Lalique donde Paul Burty Haviland apoyó a su suegro para el desarrollo de sus vidrieras y fotografía sus obras para los catálogos comerciales. Paralelamente a la creación de objetos decorativos, Suzanne y René asocian igualmente sus talentos en el ámbito del diseño de interiores, en particular los salones de las primeras clases del paquebot en 1921, y para Côte d'Azur Pullman Express, en 1929.
En 1930, la galería Bernheim-Joven consagra una primera exposición a Suzanne Lalique como pintora. Su universo pictórico se alimenta de su ambiente cotidiano, en el que ella convierte los objetos más anodinos en delicada poesía. Sus obras se caracterizan por el refinamiento de su paleta cromática, el vigor de la pincelada y la osadía del encuadre. Cada tela cuenta una historia dentro del recorrido personal de la artista. Sus últimas obras, repletas de accesorios y la atmósfera del teatro, se presentaron en 1973 a la Galería calle del Dragón, en París.
A partir de 1937, Suzanne se consagra al teatro, llamada por Édouard Bourdet, y después por Charles Dullin. Al frente de los talleres de decoración y de disfraces, imprime su propio estilo a la Comedia Francesa y se encarga de dar unidad a los espectáculos. Colabora igualmente con otros proyectos exteriores a la prestigiosa casa, en concreto con la iniciativa de Jean Meyer en el ámbito del teatro y de Francis Poulenc en la ópera.
Muere el 16 de abril de 1989 y la entierran en Yzeures-sobre-Creuse.
En 2012 le dedican la exposición "Suzanne Lalique-Haviland, la reinvención de la escenografía" en el museo Lalique de Wingen-sobre-Moder (Alsacia) y después en el museo de bellas-artes de Limoges. Una parte de esta exposición ha sido retomada del 22 de junio al 22 de septiembre de 2013, en el museo de Tapices, a Aix-en-Provence, para resaltar su relación con las artes escénicas a través de los disfraces y decorados del festival de arte lírico de Aix-en-Provence.